# Логано, Джоуи
Джозеф Томас (Джоуи) Логано (англ. Joseph Thomas "Joey" Logano, род. 24 мая 1990, Мидлтаун, Коннектикут, США) — американский автогонщик, самый молодой победитель в гонках NASCAR. Выступает под номером 22 за команду Penske Racing в дивизионе NASCAR Cup Series на автомобиле Ford Mustang. Ранее под номером 20 с 2008 по 2012 год выступал на Toyota Camry за команду Joe Gibbs Racing, собрав 2 победы и 41 раз войдя в Toп 10 финишировавших. В 2015 году стал самым молодым чемпионом Daytona 500.
Первая большая победа Логано в NASCAR пришла во время гонок Meijer 300, проводимых на трассе Kentucky Speedway, это было его третьим стартом в гонках 2008 NASCAR Nationwide Series. Логано стал самым молодым автогонщиком, победив в серии национальных гонок в возрасте 18 лет и 21 день. Предыдущий возрастной рекорд принадлежал Кейси Этвуду в 1999 году, когда ему было 18 лет и 313 дней. Логано стал самым молодым автогонщиком за всю историю NASCAR Sprint Cup Series, когда он выиграл кубок 2009 NASCAR Sprint Cup Series Lenox Industrial Tools 301 на трассе New Hampshire Motor Speedway в возрасте 19 лет 35 дней. Предыдущим самым молодым победителем был Кайл Буш в 2005 году с возрастом 20 лет 125 дней. В настоящее время Логано является самым молодым победителем в двух из трёх высших дивизионов NASCAR. 25 сентября 2014 было объявлено о подписании Логано многолетнего контракта с командой Team Penske, что даёт ему гарантии пребывания в составе команды во время сезона 2018 года.
В 2015 году Логано снялся в роли самого себя в телефильме «Акулий торнадо 3».
19 ноября 2018 года Логано впервые в своей карьеры стал чемпионом Национальной ассоциации гонок серийных автомобилей NASCAR сезона 2018 года.
6 ноября 2022 года стал двукратным чемпионом NASCAR Cup Series.